# Nazionale femminile under 20 di calcio di Haiti
La nazionale Under-20 di calcio femminile di Haiti è la rappresentativa calcistica femminile internazionale dl Haiti formata da giocatrici al di sotto dei 20 anni, gestita dalla Federcalcio haitiana, l'ente sportivo federale per il calcio del paese caraibico.
Come membro della Confederation of North, Central America and Caribbean Association Football (CONCACAF) partecipa al campionato nordamericano di categoria e al campionato mondiale FIFA Under-20.
Nella sua storia sportiva la formazione U-20 ha disputato un mondiale, quello di Francia 2018, concluso anzitempo con l'eliminazione della squadra già alla fase a gironi.

## Campionato mondiale Under-20
- 2002: Non partecipante (torneo Under-19)
- 2004: Non partecipante (torneo Under-19)
- 2006: Non partecipante
- 2008: Non partecipante
- 2010: Non partecipante
- 2012: Non qualificata
- 2014: Non qualificata
- 2016: Non qualificata
- 2018: Primo turno
- 2022: Non qualificata

## Campionato nordamericano femminile Under 20 di calcio
- 2002: non partecipante
- 2004: non partecipante
- 2006: non partecipante
- 2008: non partecipante
- 2010: non partecipante
- 2012: 7º posto
- 2014: non partecipante
- 2015: 6º posto
- 2018: 3º posto
- 2020: 3º posto
- 2022: TBD